# 天主教邁杜古里教區
天主教邁杜古里教區 （拉丁語：Dioecesis Maiduguriensis）是尼日利亞一個羅馬天主教教區，屬喬斯總教區。
1953年6月29日建立邁杜古里宗座監牧區。1966年6月7日升為教區。。2004年有教友109,000人（佔轄區總人口2.1%）、廿五個堂區、卅四名司鐸。現任教區主教為奧利弗‧德姆。